# Communauté de communes de la Malepère
Pour les articles homonymes, voir Malepère.
La communauté de communes de la Malepère était une communauté de communes française, située dans le département de l'Aude et la région Languedoc-Roussillon. 

## Histoire
Elle a été dissoute le 31 décembre 2012. Une commune, Arzens, a rejoint Carcassonne Agglo alors que les deux ont choisi la communauté de communes Piège-Lauragais-Malepère.

## Composition
Avant sa dissolution, elle regroupait 3 communes:
- Montréal
- Arzens
- Villeneuve-lès-Montréal